# Marquises-szigeteki halción
A Marquises-szigeteki halción (Todiramphus godeffroyi) a madarak osztályának szalakótaalakúak (Coraciiformes) rendjébe, ezen belül a jégmadárfélék (Alcedinidae) családjába tartozó faj.
Magyar neve forrással nincs megerősítve.

## Rendszerezése
A fajt Otto Finsch német ornitológus írta le 1877-ben, a Halcyon nembe Halcyon godeffroyi néven.

## Előfordulása
Francia Polinéziához tartozó, Marquises-szigetek területén honos. Természetes élőhelyei a szubtrópusi és trópusi síkvidéki esőerdők, folyók és patakok környékén, valamint ültetvények. Állandó, nem vonuló faj.

## Megjelenése
Testhossza 21 centiméter.

## Életmódja
Főleg rovarokkal táplálkozik, de gyíkokat és néha halat is fogyaszt.

## Természetvédelmi helyzete
Az elterjedési területe rendkívül kicsi, egyedszáma 350 példány alatti és csökken. A Természetvédelmi Világszövetség Vörös listáján súlyosan veszélyeztetett fajként szerepel.

## Külső hivatkozások
- Képek az interneten a fajról
- Xeno-canto.org - a faj hangja és elterjedési területe